# Vincenzo D'Amico
Vincenzo D'Amico (Latina, Italia; 5 de noviembre de 1954-Roma, 1 de julio de 2023) fue un futbolista y entrenador de fútbol de Italia que jugó en las posiciones de centrocampista y delantero.

## Carrera

### Jugador
| Periodo   | Club           | Apariciones | Goles |
| --------- | -------------- | ----------- | ----- |
| 1972-1980 | SS Lazio       | 155         | 16    |
| 1980-1981 | Torino FC      | 26          | 1     |
| 1981–1985 | SS Lazio       | 111         | 23    |
| 1986–1988 | Ternana Calcio | 56          | 20    |

### Selección nacional
Aunque nunca llegó a jugar con la selección absoluta, sí llegó a ser seleccionador nacional en las categorías sub-18, sub-23 y selección militar.

### Entrenador
Fue entrenador de las divisiones juveniles del SS Lazio.

### Hecho Histórico
En 1985 D'Amico jugó para el NY Cosmos en un partido amistoso ante el SS Lazio en el desaparecido Giants Stadium en New Jersey. Giorgio Chinaglia, quien en ese entonces era el dueño de ambos equipos, asignó a D'Amico con el equipo de New York. Lazio ganó por 2–1, y D'Amico anotó el único gol para los de New York; el cual terminó siendo el último gol en la historia del original Cosmos, ya que el club poco tiempo después desapareció.

## Muerte
En mayo de 2023 le fue diagnosticado cáncer, del cual murió en julio a los 68 años.

## Logros
- Serie A (1): 1973/74